# Bopyrinina paucimaculata
Bopyrinina paucimaculata är en kräftdjursart som beskrevs av Clements Robert Markham 1990. Bopyrinina paucimaculata ingår i släktet Bopyrinina och familjen Bopyridae. Inga underarter finns listade i Catalogue of Life.